# ФК Раднички Ириг
ФК Раднички Ириг је фудбалски клуб из Ирига, Србија, и тренутно се такмичи у Војвођанској лиги Запад, четвртом такмичарском нивоу српског фудбала. Клуб је основан 1938. године.